# Domenico Bollani (vescovo 1613)
Domenico Bollani (11 dicembre 1552 – Padova, 19 maggio 1613) è stato un vescovo cattolico italiano.

## Biografia
Membro di una famiglia del patriziato veneziano, figlio di Giacomo, non si conosce con certezza la sua data di nascita, che probabilmente avvenne l'11 dicembre 1552). Il 12 marzo 1570 aderì all'Ordine domenicano entrando nel convento di Brescia; venne successivamente trasferito a quello di Venezia e ne diventò priore. Nel 1585 pubblicò, con Domenico Nicolini una revisione della raccolta Conciliorum collectio di Lorenzo Surio, completata da alcune importanti aggiunte.
Forse questo lavoro gli fruttò, il 29 gennaio 1588, la nomina a vescovo della Canea da parte di papa Sisto V. Nulla si sa di un eventuale soggiorno nella sua diocesi; invece, un suo Ragionamento...sopra l'urgentissimo negotio di Francia, manoscritto conservato presso l'Archivio Vaticano, testimonierebbe la sua presenza presso la Curia romana: l'opera riguarda il dibattito sorto attorno alla conversione di Enrico di Navarra, il che fa pensare che il Bollani ricoprisse qualche posizione importante all'interno del governo ecclesiastico.
Bisognerà aspettare il 1610 per avere altre notizie sul suo conto: il quell'anno si trovava a Venezia come confidente dell'ambasciatore spagnolo che gli offriva in cambio 300 ducati mensili. Proprio per questo due anni dopo risultò coinvolto nel processo per spionaggio di Angelo Badoer, tuttavia le sue responsabilità non dovettero essere molto gravi (o, almeno, non furono pienamente dimostrate), dato che se la cavò con il confino a Padova dove spirò poco dopo.

## Genealogia episcopale
La genealogia episcopale è:
- Cardinale Pier Francesco Ferrero
- Patriarca Giovanni Trevisan, O.S.B.
- Patriarca Francesco Barbaro
- Vescovo Domenico Bollani, O.P.